# Амедори, Джон Патрик
Джон Патрик Амедори (англ. John Patrick Amedori; род. 20 апреля 1987) — американский актёр кино и телевидения.
Джон Патрик Амедори родился в Балтиморе. В кино попал благодаря случаю. Узнав, что в его городе снимается музыкальный фильм «Почти знаменит», Амедори отправил его режиссёру Кэмерону Кроу запись своей музыки и получил небольшую роль в фильме. За этим дебютом последовали другие эпизодические роли, пока в фантастическом триллере 2004 года «Эффект бабочки» он сыграл тринадцатилетнего Эвана Треборна. Также Джон Патрик играл эпизодические роли во многих телесериалах, среди которых «Закон и порядок», «Части тела», «Новая Жанна Д`Арк», «Хаус» и «Говорящая с призраками». В 2006 году Амедори был в основном актёрском составе драматического сериала «Пропавшая», где играл сына сенатора США. Из-за низких рейтингов сериал был закрыт на середине первого сезона. В 2008 году Амедори играл повторяющуюся роль Аарона Роуза, возлюбленного Серены ван дер Вудсен, во втором сезоне сериала «Сплетница». Также он получил одну из главных ролей в комедийном телесериале «Взгляд в прошлое», демонстрация которого началась в 2015 году.
С 1996 года Амедори увлекается музыкой, предпочитает панк-рок и гранж. Его любимая группа — Nirvana. С девяти лет он играет на гитаре, а в одиннадцати вместе с лучшим другом создал группу Sanitarum, в которой играл в течение нескольких лет. В настоящее время он является вокалистом гранж-группы Ceesau, в которой также играет актёр Кармин Джовинаццо. Первый сингл группы под названием «Era of the Exposed» был выпущен 18 марта 2008 года.